# Nothosauroidea
Nothosauroidea är en taxonomisk grupp (här tillfällig betecknad som ordning) av utdöda kräldjur som levde under trias.
Gruppen består av två undergrupper (ofta betecknad som underordningar):
- Pachypleurosauria , små primitiva former, och
- Nothosaurier (Nothosauria) , (innehållande Ceresiosaurus, Lariosaurus och Nothosaurus), vilket utvecklats från pachypleurosaurier.

Nothosaurliknande reptiler var i sin tur föregångare till de mer fullständigt marina plesiosaurier, som ersatte dem i slutet av triasperioden.